# Электронно-дырочная жидкость
Электронно-дырочная жидкость — неравновесная фаза электронных возбуждений, существующая в некоторых полупроводниках при низких температурах, если концентрация носителей заряда (электронов проводимости и дырок) превышает некоторую критическую величину. Существование электронно-дырочной жидкости было обнаружено и исследовано в начале 1970-х годов. Лучше всего она изучена для кремния и германия. Начиная с 2000 г. электронно-дырочная жидкость исследуется в алмазе.
Электронно-дырочная жидкость возникает при высокой концентрации электронов и дырок, которой можно достигнуть при помощи инжекции или возбуждением при интенсивном лазерном облучении. Электроны и дырки в полупроводниках, связываясь в пары, образуют квазичастицы, которые называются экситонами. Экситоны могут также связываться в пары, образуя биэкситоны. Однако, при высокой концентрации электронов и дырок создаётся состояние, аналогичное плазме, в котором кулоновское взаимодействие между квазичастицами экранировано. Именно это вырожденное металлоподобное состояние получило название электронно-дырочной жидкости. При его образовании происходит фазовый переход (в условиях, далёких от равновесия) и изначально однородный газ возбуждений разбивается на капли электронно-дырочной жидкости с высокой концентрацией квазичастиц, окружённые газоподобными областями с низкой концентрацией квазичастиц.
| Материал | Критическая температура           | Критическая концентрация | Размеры капель |
| -------- | --------------------------------- | ------------------------ | -------------- |
| Алмаз    | 138 K, 165 К, 173 K, 197 K, 260 K | 4,0⋅1019 см−3            | 0,001—1 мкм    |
| Кремний  | 28 К                              | 1,2⋅1018 см−3            | 0,1—10 мкм     |
| Германий | 7 К                               | 0,6⋅1017 см−3            | 4—10 мкм       |

Об образовании капель электронно-дырочной жидкости свидетельствует появление в спектрах излучения кроме экситонной линии также широкой полосы, отвечающей электронно-дырочной рекомбинации.
Изучение электронно-дырочной жидкости имеет практический интерес. За счёт разной работы выхода электрона и дырки при испарении капля электронно-дырочной жидкости приобретает поверхностный электрический заряд. Существование электронно-дырочной жидкости в полупроводнике приводит к усилению фототока, что было продемонстрировано в германии и алмазе.